# Legends of Tomorrow (6.ª temporada)
A sexta temporada da série de televisão Legends of Tomorrow, que é baseada em personagens da DC Comics, está programada para estrar na The CW em 2021. É ambientado no Universo Arrow, servindo como  continuidade das outras séries de televisão do universo, é um spin-off de Arrow e The Flash. A temporada foi produzida pela Berlanti Productions, Warner Bros. Television e DC Entertainment, com Phil Klemmer e Keto Shimizu atuando como showrunners.
A temporada foi encomendada em janeiro de 2020. A produção começou naquele outubro. Os membros do elenco principal Caity Lotz, Tala Ashe, Jes Macallan, Olivia Swann, Amy Louise Pemberton, Nick Zano, Dominic Purcell e Matt Ryan voltam das temporadas anteriores, enquanto Shayan Sobhian e Adam Tsekhman foram promovidos ao elenco principal de seu status recorrente nas temporadas anteriores. Eles são acompanhados pela nova integrante do elenco, Lisseth Chavez.

## Episódios
| N.º na série | N.º na temp. | Título                         | Dirigido por              | Escrito por                                | Exibição original     | Cód. de produção | Audiência (milhões) |
| --- | ------------ | ------------------------------ | ------------------------- | ------------------------------------------ | --------------------- | ---------------- | ------------------- |
| 83 | 1            | "Ground Control to Sara Lance" | Kevin Mock                | James Eagan & Mark Bruner                  | 2 de maio de 2021     | T13.22551        | 0.44                |
| Depois de uma noite de festa em Londres em 1977 após a derrota de Lachesis, Ava Sharpe percebe que Sara Lance está desaparecida e aprende com David Bowie que ela ia propor, mas foi abduzida por alienígenas. Ava é consolada por Nate Heywood (Arrowverse) \| Nate Heywood e entra em contato com o DOE, sem saber que foi destruído. John Constantine retorna para sua casa com Zari Tarazi e Astra Logue e não consegue encontrar Sara usando magia, mas descobre uma crisálida humana no quarto de Gary e óculos que podem transformar seu portador. Behrad Tarazi lê sobre uma garota que podia se comunicar com alienígenas chamada Esperenza Cruz, então Ava manda ele e Mick Rory para recrutá-la, mas Mick finalmente a sequestra. Em uma nave espacial, Sara escapa de seu pod de contenção e liberta Spartacus, apenas para ele ser comido por Kayla, a chefe da nave. Sara ataca um dos captores alienígenas e descobre que é Gary, que foi inicialmente enviado à Terra para adquirir o humano mais "quintessencial" (Sara), mas por causa de um amor recém-descoberto pela humanidade, ele concorda em ajudá-la a escapar. Sara tira Kayla (também noiva de Gary) da nave, liberando outros pods de contenção em um buraco de minhoca que leva à Zona Temporal da Terra, mas não consegue alcançar o buraco de minhoca e cair em direção a outro planeta.                                                                               |              |                                |                           |                                            |                       |                  |                     |
| 84 | 2            | "Meat: The Legends"            | Rachel Talalay            | Matthew Maala & Morgan Faust               | 9 de maio de 2021     | T13.22552        | 0.47                |
| As Lendas rastreiam um alienígena até San Bernardino, Califórnia em 1955, antes da morte de toda a cidade. No Big Bang Burger, a lanchonete popular administrada por Bert Beeman, Mick fica sabendo por meio de um rádio da polícia sobre ataques a lugares com carne. Nate, Zari e Behrad conseguem empregos lá e Zari pergunta a Behrad se ela pode usar o Totem do Ar, mas Behrad afirma que o totem o escolheu. Sara e Gary pousam no planeta natal de um senhor do espaço, perseguem um cachorro e encontram Amelia Earhart, que acordou lá após seu desaparecimento. O molho secreto do restaurante está deixando as pessoas furiosas, e é a receita secreta da esposa de Bert, Rhonda, que queria que sua família superasse aqueles dois irmãos. Spooner tenta convencer Ava de que Sara se foi e que perseguir alienígenas levará a mais perdas. Enquanto questionava Rhonda sobre o molho, Ava encontra um casulo em seu sótão e descobre que o molho é pus escorrendo do casulo, que choca uma mariposa - como um alienígena que come Rhonda e depois Bert. Spooner atira morto. No Totem do Ar, Zari Tomaz fica cansado das brigas dos Tarazis sobre o totem e divide o totem em dois para os dois irmãos. A garçonete Sandy Sledge assume o Big Bang Burger e o transforma no primeiro Big Belly Burger. Earhart começa a repetir frases e ataca Sara e Gary com métodos alienígenas. Eles escapam e são parados por soldados enigmáticos. |              |                                |                           |                                            |                       |                  |                     |
| 85 | 3            | "The Ex-Factor"                | David A. Geddes           | Grainne Godfree & Tyron B. Carter          | 16 de maio de 2021    | T13.22553        | 0.38                |
| The Legends viajam para Hollywood em 2045 para impedir um alienígena chamado Lord Knoxicrillion de matar DJ S'More Money, ex-namorado de Zari, que está julgando uma competição chamada "Da Throne", mas S'More Money acredita que seja um intérprete e os promova às finais. Para impedir a invasão de Knoxicrillion, as Lendas os convencem de que a conquista de "Da Throne" os tornará o rei da Terra. Zari diz a sua mãe durante uma visita que ela não acha que seu relacionamento com Constantine vai durar, mas ele ouve e depois a abandona durante uma entrevista. Mick está chateado com o desaparecimento de Sara e a ignorância de sua filha Lita, mas é consolado por Ava e Spooner. Constantine e Zari se reconciliam e superam Knoxicrillion, que se revela como um pequeno alienígena pilotando um traje, mas Mick os mata e começa uma busca por Kayla. Sara é ferida após o ataque de Earhart, então Gary come seus perseguidores apenas para descobrir que eles são clones de Ava. Sara segue um de volta à sua base, onde ela conhece um homem que está "esperando por ela há muito tempo". |              |                                |                           |                                            |                       |                  |                     |
| 86 | 4            | "Bay of Squids"                | Sudz Sutherland           | Phil Klemmer                               | 23 de maio de 2021    | T13.22554        | 0.42                |
| As Lendas ficam chocadas quando Rory assume o comando e consegue encontrar a localização de um alienígena importante, mas ele também os coloca no meio da crise dos mísseis de Cuba. Ava está ansiosa para questionar o alienígena, mas eles devem roubá-lo dos cubanos e russos que pensam que ele é uma arma biológica enviada pelos americanos. A equipe toma a decisão de se separar, deixando Nate e Zari para trabalharem juntos para impedir um desastre nuclear ao lado de JFK, enquanto Behrad tenta alavancar sua nova amizade para impedir que Fidel inicie uma guerra . Enquanto isso, com a ajuda de Spooner, Rory faz um acordo improvável que poderia levá-lo em uma missão solo para encontrar Sara. |              |                                |                           |                                            |                       |                  |                     |
| 87 | 5            | "The Satanist's Apprentice"    | Caity Lotz                | Keto Shimizu & Ray Utarnachitt             | 6 de junho de 2021    | T13.22555        | 0.42                |
| Com Astra sendo uma mortal, ela percebe que está com dificuldades para se adaptar ao mundo real sem a ajuda de John Constantine. Frustrada e sozinha, Astra faz uma nova amizade que promete ajudá-la, mas seu egoismo para fazer as coisas de forma mais fáceis acaba tendo repercussões nas pessoas próximas dela. Enquanto isso, Sara conhece a pessoa responsável por seu sequestro e tenta convencer outros para ajudá-la a escapar. |              |                                |                           |                                            |                       |                  |                     |
| 88 | 6            | "Bishop's Gambit"              | Kevin Mock                | James Eagan & Emily Cheever                | 13 de junho de 2021   | T13.22556        | 0.41                |
| Mick leva a Waverider e Kayla para tentar encontrar Sara, mas esses inimigos devem precisar um dos outros para sobreviver depois de pousarem no possível planeta onde Sara está sendo mantida como refém. Depois de um possível ataque alienígena, as Lendas retornam para seu novo quartel-general, a mansão de Constantine, onde Spooner e Astra tentam contatar o alienígena. Zari suspeita do comportamento de Constantine, mas não se surpreende ao descobrir a verdade. Enquanto isso, Sara faz um plano para escapar usando seu charme para conquistar Bishop, mas ela descobre algo muito mais perturbador. |              |                                |                           |                                            |                       |                  |                     |
| 89 | 7            | "Back to the Finale Part II"   | Glen Winter               | Morgan Faust & Mark Bruner                 | 20 de junho de 2021   | T13.22557        | 0.45                |
| Com Ava destruída, Behrad e as Lendas fazem um último esforço para impedir que Sara seja abduzida, mesmo sabendo que isso irá alterar a linha do tempo. Sara luta com o que ela acabou de descobrir sobre si mesma, mas também fica chocada quando Rory a encontra no planeta misterioso. Sem tempo a perder, Sara, Mick e Gary elaboram um plano para ajudar a derrotar Bishop. Enquanto isso, Spooner imagina como seria sua vida se ela não tivesse se juntado às Lendas. |              |                                |                           |                                            |                       |                  |                     |
| 90 | 8            | "Stressed Western"             | David Ramsey              | Matthew Maala                              | 27 de junho de 2021   | T13.22558        | 0.44                |
| Com todos juntos novamente, as Lendas pedem para que Nate mantenha a calma de todos durante uma missão no Velho Oeste para encontrar um alienígena. Depois de tentar manter as coisas normais, Sara revela seu segredo para Ava e a equipe, deixando todos surpresos. Constantine vai até Gary, que pode ter as respostas para seus problemas. Spooner e Astra são forçadas a trabalhar juntas apesar de suas personalidades diferentes, o que, em última análise, ajuda a empurrá-las para aprimorar seus poderes. Enquanto isso, Zari tem um interesse incomum pela vida pessoal de Behrad. |              |                                |                           |                                            |                       |                  |                     |
| 91 | 9            | "This is Gus"                  | Eric Dean Seaton          | Tyron B. Carter                            | 11 de julho de 2021   | T13.22559        | TBA                 |
| Behrad fica decepcionado pelas Lendas terem esquecido seu aniversário, então, quando eles rastreiam uma cápsula alienígena em 2024 e acabam indo parar em sua série de comédia favorita, ele acredita que a equipe planejou uma surpresa a ele. Sentindo-se culpados, Nate e Zari ocupam Behrad levando-o a uma gravação ao vivo do programa enquanto Ava, Spooner e Astra tentam encontrar o alienígena para botarem a linha do tempo de volta nos eixos, o que provou ser desafiador. Enquanto isso, o comportamento de Rory mudou, então Sara e Gary ficam determinados a descobrir o que aconteceu, mas Rory recebe notícias inesperadas de sua filha, Lita. |              |                                |                           |                                            |                       |                  |                     |
| 92 | 10           | "Bad Blood"                    | Alexandra La Roche        | Grainne Godfree                            | 18 de julho de 2021   | T13.22560        | TBA                 |
| Com Constantine obcecado em recuperar seus poderes, ele convence Spooner a ajudá-lo encontrar a Fonte de Imperium. Depois de se encontrarem no fim da Guerra Civil Espanhola, Spooner faz uma conexão inesperada com alguém, e sente a necessidade de protegê-lo de todos, incluindo Constantine. Agora com um convidado especial abordo na Waverider, Nate, Zari, Behrad, Gary e Astra trabalham juntos, mas experimentam algumas dores no caminho. Enquanto isso, Sara e Lita ficam preocupadas com a saúde de Rory, então tentam convencê-lo a levar isto a sério. |              |                                |                           |                                            |                       |                  |                     |
| 93 | 11           | "The Final Frame"              | Jes Macallan              | James Eagan & Ray Utarnachitt              | 8 de agosto de 2021   | T13.22561        | TBA                 |
| Quando as Lendas rastreiam outra cápsula alienígena, eles encontram um dispositivo que os levam até um boliche cósmico. Antes de consultarem Sara, Astra, Rory e Spooner fazem uma aposta contra os campeões reinantes por uma carona de volta à Waverider, mas nem todos ficam felizes com o plano quando percebem contra quem estão enfrentando. Em outro lugar, Nate planeja um encontro romântico pra ele e Zari, mas nada sai como planejado. Enquanto isso, Behrad e Gary tentam distrair Ava. |              |                                |                           |                                            |                       |                  |                     |
| 94 | 12           | "Bored On Board Onboard"       | Harry Jierjian            | Keto Shimizu & Leah Poulliot               | 15 de agosto de 2021  | T13.22562        | TBA                 |
| As Lendas estão prontos para voltar para casa, mas depois que Constantine sobrecarrega Gideon, eles vão ter que fazer isto à moda antiga para preservar a energia da nave. Tentando se entreter, as tensões começam a crescer, então Gary sugere jogar um jogo de mistério e assassinato para passar o tempo. Constantine decide tornar o jogo mais interessante, o que faz Behrad se preocupar consigo mesmo, mas encontra apoio de Zari. Enquanto isso, Rory e Gary lidam com um convidado inesperado que chega na Wavrider. |              |                                |                           |                                            |                       |                  |                     |
| 95 | 13           | "Silence of the Sonograms"     | Nico Sachse               | Phil Klemmer & Morgan Faust                | 22 de agosto de 2021  | T13.22563        | TBA                 |
| Com as Lendas em alerta máximo com um convidado indesejado em custódia, Ava é encarregada com a interrogação enquanto Nate e Sara assistem. Rory se preocupa com a terrível dor em sua cabeça, e Gary tenta ajudá-lo na melhor forma que pode. Enquanto isso, Zari recruta Astra e Spooner para descobrir o que está acontecendo com Constantine. |              |                                |                           |                                            |                       |                  |                     |
| 96 | 14           | "There Will Be Brood"          | Maisie Richardson-Sellers | Ray Utarnachitt & Marcelena Campos Mayhorn | 29 de agosto de 2021  | T13.22564        | TBA                 |
| Quando Astra e Spooner encontram-se como clandestinas, elas descobrem que Constantine ainda está perseguindo a Fonte de Imperium e se encontram no Texas dos anos 1920. Com o resto das Lendas perdidos, elas bolam um plano para conseguir ajuda usando Rory como isca que também ajudará a reuni-lo com algo que é especial para ele. Enquanto isso, Spooner descobre algumas informações sobre seu passado que ela não esperava |              |                                |                           |                                            |                       |                  |                     |
| 97 | 15           | "The Fungus Amongus"           | David Geddes              | Keto Shimizu & James Eagan                 | 5 de setembro de 2021 | T13.22565        | TBA                 |
| Quando Sara descobre o plano de Bishop, Ava convence Sara a permitir que as Lendas faça uma exceção para quebrar as regras e poder contra atacá-lo. Behrad aparece com um plano interessante que permite Sara contatar um antigo amigo. Enquanto isso, durante a batalha, Sara e Ava tomam uma decisão importante, mas precisam da ajuda da equipe para realizá-lo. |              |                                |                           |                                            |                       |                  |                     |

## Elenco e personagens
| - Caity Lotz como Sara Lance / Canário Branco - Tala Ashe como Zari Tarazi - Jes Macallan como Ava Sharpe - Olivia Swann como Astra Logue - Amy Louise Pemberton como Gideon - Nick Zano como Nate Heywood / Cidadão Gládio - Dominic Purcell como Mick Rory / Onda Térmica - Matt Ryan como John Constantine - Shayan Sobhian como Behrad Tarazi - Lisseth Chavez como Esperanza "Spooner" Cruz - Adam Tsekhman como Gary Green | - Aliyah O'Brien como Kayla - Thomas Nicholson como David Bowie - Shawn Roberts como Spartacus - Greg Kean como Bert Beeman - Jen Oleksiuk como Amelia Earhart - Kirsten Robeck como Rhonda Beeman - Naiah Cummins como Sandy Sledge - Raffi Barsoumian como Bishop - David Ramsey - Mina Sundwall como Lita |

## Produção

### Desenvolvimento
Em janeiro de 2020, The CW renovou a série para uma sexta temporada. Keto Shimizu e Phil Klemmer voltam como showrunners.

### Roteiro
Em fevereiro de 2020, Klemmer disse que o tema da sexta temporada seria aquele que os escritores tinham desde a primeira temporada, mas se recusou a revelar o que era. Mais tarde, foi revelado que a temporada envolveria alienígenas. Sobre a decisão de fazer dos alienígenas os vilões da temporada, Klemmer disse que isso foi para diferenciá-los dos vilões anteriores. Ele acrescentou: “Pensar em homenzinhos verdes com armas laser que só querem dominar o mundo, sabe, Marvin, o Marciano, você fica tipo,“ Sim, é disso que precisamos! ”Não ter que entender quem é nosso vilões estão em qualquer tipo de escala emocional, o que significa que podemos nos concentrar nas histórias emocionais de nossos personagens". A quinta temporada terminou com Sara Lance sendo abduzida por alienígenas. De acordo com uma entrevista com Klemmer, a temporada contará com uma "variedade heterogênea" de alienígenas, e terá como foco a equipe que tenta resgatar Sara, bem como as experiências de Sara no espaço sideral.

### Escolha do elenco
Os membros do elenco principal Caity Lotz, Tala Ashe, Jes Macallan, Olivia Swann, Amy Louise Pemberton, Nick Zano, Dominic Purcell e Matt Ryan retornarão como Sara Lance / Canário Branco, Zari Tarazi, Ava Sharpe, Astra Logue, Gideon, Nate Heywood / Cidadão Gládio, Mick Rory / Onda Térmica e John Constantine. Shayan Sobhian, que voltou a ser Behrad Tarazi na quinta temporada, foi promovido ao elenco principal nesta temporada. Maisie Richardson-Sellers, que tinha sido regular desde a segunda temporada, deixou a série antes da sexta temporada para "deixar sua marca como cineasta por conta própria". Em setembro de 2020, Lisseth Chavez se juntou ao elenco principal como um personagem original chamado Esperanza "Spooner" Cruz. No mês seguinte, Adam Tsekhman, que interpretou Gary Green desde a terceira temporada, foi promovido ao elenco principal.
No dia 17 de abril de 2021, O ator Dominic Purcell (Mick Rory) anunciou em seu Instagram que estará deixando o elenco regular da série, tendo a oportunidade de voltar periodicamente para o show.

### Filmagens
A fotografia principal da sexta temporada estava programada para começar em 5 de outubro de 2020 em Burnaby, Columbia Britânica. No entanto, em 29 de setembro, o início das filmagens foi temporariamente adiado, devido a atrasos no recebimento dos resultados dos testes de COVID-19 para o elenco e a equipe. As filmagens finalmente começaram em 8 de outubro e espera-se que sejam concluídas em 10 de maio de 2021.

## Marketing
No início de agosto de 2020, a The CW lançou vários pôsteres dos super-heróis do Universo Arrow usando máscaras faciais, incluindo a Canário Branco e Bebo, com todos os pôsteres com a legenda "Heróis de Verdade Usam Máscara". Essa tática de marketing foi usada para "aumentar a conscientização pública sobre a eficácia do uso de máscaras na prevenção da propagação do COVID-19".

## Lançamento
A temporada está programada para estrear no meio de 2021, e vai consistir em 15 episódios.